# Lijst van personen geboren in 1921
Dit is een lijst van personen die in 1921 geboren zijn.

## januari
- 1 - Alain Mimoun, Algerijns atleet (overleden 2013)
- 3 - Gunnar Eriksson, Zweeds langlaufer (overleden 1982)
- 3 - Bill Gold, Amerikaans grafisch ontwerper (overleden 2018)
- 3 - Newton Strandberg, Amerikaans componist (overleden 2001)
- 3 - André Willequet, Belgisch beeldhouwer (overleden 1998)
- 5 - Bernhard Droog, Nederlands acteur (overleden 2009)
- 5 - Friedrich Dürrenmatt, Zwitsers schrijver en schilder (overleden 1990)
- 5 - Groothertog Jean van Luxemburg  (overleden 2019)
- 5 - Anton Rovers, Nederlands kunstschilder (overleden 2003)
- 7 - Jevgeni Babitsj, Russisch ijshockeyer en voetballer (overleden 1972)
- 7 - Jules Schelvis, Nederlands overlevende van de Holocaust en historicus (overleden 2016)
- 7 - Dolf Scherpbier, Nederlands Engelandvaarder (overleden 2012)
- 8 - Cor du Buy, Nederlands tafeltennisser (overleden 2011)
- 8 - Leonardo Sciascia, Italiaans schrijver en politicus (overleden 1989)
- 9 - Ágnes Keleti, Hongaars-Israëlisch turnster (overleden 2025)
- 10 - Paul van Tienen, Nederlands Untersturmführer en extreemrechts politicus (overleden ca. 1995)
- 11 - Juanita Kreps, Amerikaans econome en politica (overleden 2010)
- 15 - Cliff Barker, Amerikaans basketballer (overleden 1998)
- 15 - Ton Elias sr., Nederlands journalist (overleden 1980)
- 15 - Frank Thornton, Brits acteur (Are You Being Served?) (overleden 2013)
- 15 - Leen Timp, Nederlands televisieregisseur (overleden 2013)
- 17 - Jelle Abma, Nederlands architect (overleden 2009)
- 18 - Yoichiro Nambu, Japans-Amerikaans natuurkundige en Nobelprijswinnaar (overleden 2015)
- 19 - Todd Karns, Amerikaans acteur (overleden 2000)
- 21 - Howard Unruh, Amerikaans spreekiller (overleden 2009)
- 25 - Samuel Cohen, Amerikaans wetenschapper (overleden 2010)
- 26 - Akio Morita, Japans ondernemer (overleden 1999)
- 27 - Donna Reed, Amerikaans actrice (overleden 1986)
- 29 - Hervé van de Werve d'Immerseel, Belgisch politicus (overleden 2013)
- 30 - Telmo Zarraonaindía, Spaans voetballer (overleden 2006)
- 31 - John Agar, Amerikaans acteur (overleden 2002)
- 31 - Carol Channing, Amerikaans actrice (overleden 2019)
- 31 - Mario Lanza, Amerikaans tenor (overleden 1959)

## februari
- 1 - Meldric Daluz, Indiaas hockeyer (overleden 2011)
- 1 - Francisco Raúl Villalobos Padilla, Mexicaans bisschop (overleden 2022)
- 2 - Pavel Baranov, Russisch basketbalspeler en basketbalcoach
- 3 - Hendrik Jan Louwes, Nederlands politicus (overleden 1999)
- 4 - Betty Friedan, Amerikaans feministe, schrijfster en activiste (overleden 2006)
- 4 - Fatma Neslişah, Ottomaans prinses (overleden 2012)
- 4 - Lea Smulders, Nederlands kinderboekenschrijfster (overleden 1993)
- 4 - Lotfi Zadeh, Azerbeidzjaans-Amerikaans wiskundige (overleden 2017)
- 5 - Marion Eames, Welsh romanschrijfster (overleden 2007)
- 5 - Lise Thiry, Belgisch virologe-microbiologe en senator (overleden 2024)
- 6 - Lou Hoefnagels, Nederlands politicus (overleden 1995)
- 6 - Arie Kleijwegt, Nederlands journalist en presentator (overleden 2001)
- 7 - Tito Burns, Britse jazzaccordeonist, orkestleider en -promotor (overleden 2010)
- 7 - Trude Malcorps, Nederlands zwemster
- 7 - Luciano Pezzi, Italiaans wielrenner en ploegleider (overleden 1998)
- 8 - Hans Albert, Duits filosoof en socioloog (overleden 2023)
- 8 - Lana Turner, Amerikaans actrice (overleden 1995)
- 9 - Georges Joris, Belgisch politicus (overleden 2022)
- 10 - Marcel De Backer, Belgisch kunstenaar (overleden 1990)
- 11 - Lloyd Bentsen, Amerikaans politicus (overleden 2006)
- 11 - Jack Lee, Amerikaans componist, muziekpedagoog en dirigent (overleden 2005)
- 11 - Alphonse Massamba-Débat, president van Congo-Brazzaville (overleden 1977)
- 12 - Kathleen Antonelli, Iers Amerikaans, een van de zes oorspronkelijke programmeurs van de ENIAC, de eerste programmeerbare elektronische computer (overleden 2006)
- 13 - José María Medina, Uruguayaans voetballer (overleden 2005)
- 13 - Mike Oliver, Brits autocoureur (overleden 2020)
- 14 - Piet Kraak, Nederlands voetballer en voetbaltrainer (overleden 1984)
- 15 - Jan Pen, Nederlands econoom (overleden 2010)
- 16 - Jean Behra, Frans autocoureur (overleden 1959)
- 16 - Vera-Ellen, Amerikaans actrice en danseres (overleden 1981)
- 17 - Børge Ring, Deens striptekenaar (overleden 2018)
- 18 - Ton Smits, Nederlands cartoonist en striptekenaar (overleden 1981)
- 19 - Claude Pascal, Frans componist (overleden 2017)
- 19 - Ann Savage, Amerikaans actrice (overleden 2008)
- 20 - Loek Biesbrouck, Nederlands voetballer (overleden 2005)
- 20 - Roger Coekelbergs, Belgisch hoogleraar (overleden 2021)
- 20 - Joseph Albert Walker, Amerikaans testpiloot (overleden 1966)
- 21 - Antonio María Javierre, Spaans theoloog en Curiekardinaal (overleden 2007)
- 21 - Claude Lemaire, Frans entomoloog (overleden 2004)
- 21 - Zdeněk Miler, Tsjechisch animatiefilmer (overleden 2011)
- 21 - John Rawls, Amerikaans filosoof (overleden 2002)
- 22 - Jean-Bédel Bokassa, Centraal-Afrikaans staatsman en militair (overleden 1996)
- 22 - Giulietta Masina, Italiaans actrice (overleden 1994)
- 22 - Nelly Verschuur, Nederlands zangeres (overleden 1994)
- 23 - Addison Powell, Amerikaans acteur (overleden 2010)
- 24 - Angela Greene, Iers actrice en ex van John F. Kennedy (overleden 1978)
- 24 - Gaston Reiff, Belgisch atleet (overleden 1992)
- 24 - Abe Vigoda, Amerikaans acteur (overleden 2016)
- 25 - Jo Gerris, Nederlands handbalcoach (overleden 1982)
- 25 - Ivan Roggen, Belgisch provinciegouverneur(overleden 1997)
- 26 - Betty Hutton, Amerikaans actrice en zangeres (overleden 2007)
- 27 - Roger De Pauw, Belgisch wielrenner (overleden 2020)
- 27 - Willy Kyrklund, Fins-Zweeds schrijver (overleden 2009)
- 27 - Elio Zagato, Italiaans auto-ontwerper (overleden 2009)
- 28 - Tommy Gwaltney,  Amerikaans jazz-muzikant en jazzfestivalorganisator (overleden 2003)
- 28 - Willi Sitte, Duits kunstschilder en graficus (overleden 2013)
- 28 - Donald H. White, Amerikaans componist, muziekpedagoog en trombonist (overleden 2016)

## maart
- 1 - Kenny Baker, Brits jazztrompettist, -hoornist, -kornettist en componist (overleden 1999)
- 1 - Jack Clayton, Engels filmregisseur (overleden 1995)
- 1 - Paul Meyers, Belgisch politicus (overleden 2011)
- 2 - Siert Bruins, Nederlands oorlogsmisdadiger (overleden 2015)
- 2 - Kazimierz Górski, Pools voetballer en voetbalcoach (overleden 2006)
- 3 - Frederick A. Mueller, Amerikaans componist en dirigent (overleden 2002)
- 4 - Kaljo Raid, Estisch-Canadees componist (overleden 2005)
- 4 - Georgine Sanders, Nederlands antropologe en schrijfster (overleden 2015)
- 6 - Piero Carini, Italiaans Formule 1-coureur (overleden 1957)
- 7 - Alejandro Otero, Venezolaans schilder en beeldhouwer (overleden 1990)
- 7 - Nel van der Zee, Nederlands auteur (overleden 2016)
- 8 - Alan Hale jr., Amerikaans acteur (overleden 1990)
- 8 - Jan Meulenbelt, Nederlands verzetsstrijder (overleden 2011)
- 10 - Vladimir Djomin, Sovjet voetballer en trainer (overleden 1966)
- 11 - Astor Piazzolla, Argentijns tangomuzikant (overleden 1992)
- 13 - René Adriaenssens, Belgisch wielrenner (overleden 1995)
- 14 - Lis Hartel, Deens amazone (overleden 2009)
- 14 - Georgine Sanders, Nederlands antropologe en schrijfster (overleden 2015)
- 18 - Marie Blommaart, Nederlands verzetsstrijder
- 18 - Hellema, Nederlands verzetsstrijder en schrijver (overleden 2005)
- 18 - Gabri de Wagt, Nederlands programmamaker (overleden 2003)
- 19 - Tommy Cooper, Brits komiek (overleden 1984)
- 19 - Leonard del Ferro, Amerikaans-Nederlands tenor en zangpedagoog (overleden 1992)
- 20 - Amadou-Mahtar M'Bow, Senegalees politicus en bestuurder (overleden 2024)
- 20 - Fernand Ruelle, Belgisch componist, dirigent en cornettist
- 21 - Jair da Rosa Pinto, Braziliaans voetballer (overleden 2005)
- 22 - Hans Erik Ras, president van de Hoge Raad der Nederlanden (overleden 2008)
- 22 - Norbert Schmelzer, Nederlands politicus (overleden 2008)
- 24 - Vasili Smyslov, Russisch schaakgrootmeester (overleden 2010)
- 25 - Nancy Kelly, Amerikaans actrice (overleden 1995)
- 25 - Frits Mitrasing, Surinaams jurist, hoogleraar en politicus (overleden 1998)
- 25 - Simone Signoret, Frans actrice en schrijfster (overleden 1985)
- 27 - Moacir Barbosa Nascimento, Braziliaans voetballer (overleden 2000)
- 27 - Ivan Rabuzin, Kroatisch kunstschilder (overleden 2008)
- 27 - Johanna König, Duits actrice (overleden 2009)
- 28 - Lucien Acou, Belgisch wielrenner (overleden 2016)
- 28 - Dirk Bogarde, Brits acteur (overleden 1999)
- 28 - Harry Peschar, Nederlands politicus (overleden 2010)
- 29 - Joop Eversteijn, Nederlands voetballer (overleden 2013)
- 31 - Laura Conti, Italiaans arts, politica en schrijfster (overleden 1993)

## april
- 1 - George Puchinger, Nederlands historicus en publicist (overleden 1999)
- 3 - Dario Moreno, Turks zanger en acteur (overleden 1968)
- 3 - J.M.W. Scheltema, Nederlands dichter (overleden 1947)
- 3 - Diny Kagei-Clercx, Nederlandse verzetsstrijdster
- 4 - Albert Bontridder, Belgisch dichter en architect (overleden 2015)
- 7 - Jan de Baat, Nederlands beeldhouwer en edelsmid (overleden 2010)
- 7 - Bienvenido Tantoco sr., Filipijns ondernemer en ambassadeur (overleden 2021)
- 8 - Jan Novák, Tsjechisch componist (overleden 1984)
- 8 - Herman van Raalte, Nederlands voetbaldoelman (overleden 2013)
- 9 - Yitzhak Navon, Israëlisch politicus en schrijver (overleden 2015)
- 12 - Kiky Heinsius, Nederlands verzetsstrijdster (overleden 1990)
- 12 - Günter Gerhard Lange, Duits letterontwerper (overleden 2008)
- 13 - Jean Dulieu, Nederlands striptekenaar/-schrijver (overleden 2006)
- 13 - Henry Hermansen, Noors biatleet en langlaufer (overleden 1997)
- 13 - Wim Landman, Nederlands voetballer (overleden 1975)
- 16 - Peter Ustinov, Brits acteur (overleden 2004)
- 17 - Sergio Sollima, Italiaans filmregisseur (overleden 2015)
- 19 - Roger Bocquet, Zwitsers voetballer (overleden 1994)
- 20 - Marcos Moshinsky, Mexicaans natuurkundige (overleden 2009)
- 20 - Pe'l Schlechter, Luxemburgs tekenaar en dichter
- 21 - Tiede Herrema, Nederlands zakenman (overleden 2020)
- 21 - Rigardus Rijnhout, langste Nederlander - de Reus van Rotterdam (overleden 1959)
- 22 - Cándido Camero, Cubaans percussionist (overleden 2020)
- 22 - Truus van Lier, Nederlands verzetsstrijdster tijdens de Tweede Wereldoorlog (overleden 1943)
- 23 - Janet Blair, Amerikaans film- en televisieactrice (overleden 2007)
- 25 - Karel Appel, Nederlands kunstschilder en beeldhouwer (overleden 2006)
- 25 - Miep Koffrie, Nederlands verzetsstrijdster (overleden 2022)
- 26 - Jimmy Giuffre, Amerikaans componist, arrangeur en muzikant (overleden 2008)
- 26 - François Picard, Frans autocoureur (overleden 1996)
- 27 - Feike Boschma, Nederlands poppenspeler en theatermaker (overleden 2014)
- 27 - Hans-Joachim Kulenkampff, Duits acteur en presentator (overleden 1998)
- 27 - John Stott, Engels theoloog (overleden 2011)
- 29 - Kees de Jager, Nederlands astronoom (overleden 2021)

## mei
- 1 - Maureen Downey, Amerikaans zoöloge (overleden 2000)
- 1 - Willem Heemskerk, Nederlands burgemeester (overleden 2014)
- 2 - Satyajit Ray, Indiaas-Bengaals filmmaker (overleden 1992)
- 2 - Walter Rudin, Amerikaans wiskundige (overleden 2010)
- 3 - Vasco Gonçalves, Portugees generaal, politicus en premier (overleden 2005)
- 3 - Sugar Ray Robinson, Amerikaans bokser en filmacteur (overleden 1989)
- 3 - Joris Verhaegen, Belgisch senator (overleden 1981)
- 4 - John van Kesteren, Nederlands tenor (overleden 2008)
- 5 - Sergio Orlandini, Nederlands luchtvaartbestuurder (overleden 2015)
- 5 - Arthur Schawlow, Amerikaans natuurkundige (overleden 1999)
- 6 - Dick Loggere, Nederlands hockeyer (overleden 2014)
- 9 - Ludo Pieters, Nederlands ondernemer, dichter en schrijver (overleden 2008)
- 9 - Sophie Scholl, Duits studente en verzetsstrijdster (overleden 1943)
- 11 - Heleen Andriessen, Nederlands fluitiste, pianiste en tekenares (overleden 2000)
- 12 - Giovanni Benelli, Italiaans kardinaal-aartsbisschop van Florence (overleden 1982)
- 12 - Joseph Beuys, Duits kunstenaar (overleden 1986)
- 12 - Ton van Duinhoven, Nederlands acteur en journalist (overleden 2010)
- 12 - Cor van der Hoeven, Nederlands voetballer (overleden 2017)
- 12 - Joe Maphis, Amerikaans gitarist, country- en rockabillymuzikant (overleden 1986)
- 12 - Farley Mowat, Canadees auteur en milieuactivist (overleden 2014)
- 15 - Vaea van Houma, Tongaans politicus (overleden 2009)
- 17 - Pete Felleman, (eerste) Nederlands diskjockey (overleden 2000)
- 19 - Lota Delgado, Filipijns actrice (overleden 2009)
- 19 - Karel van het Reve, Nederlands schrijver (overleden 1999)
- 20 - Hassan Tan, Ambonees-Nederlands huisarts en politicus
- 21 - Andrej Sacharov, Russisch atoomgeleerde en dissident (overleden 1989)
- 22 - Ben Ubbink, Nederlands Engelandvaarder (overleden 1993)
- 25 - Hal David, Amerikaans tekstschrijver (overleden 2012)
- 25 - Kitty Kallen, Amerikaans zangeres (overleden 2016)
- 25 - Jack Steinberger, Duits-Amerikaans natuurkundige en Nobelprijswinnaar (overleden 2020)
- 26 - Wouter de Vet, Nederlands burgemeester (overleden 1979)
- 27 - Joop Bakker, Nederlands politicus en burgemeester (overleden 2003)
- 27 - Jetty Paerl, Nederlands zangeres (overleden 2013)

## juni
- 1 - Eric Blau, Amerikaans musicalschrijver (overleden 2009)
- 1 - Nilüfer Gürsoy, Turks politica (overleden 2024)
- 3 - Forbes Carlile, Australisch zwemcoach (overleden 2016)
- 3 - Jan van Gemert, Nederlands schilder (overleden 1991)
- 8 - Jan Meijer, Nederlands atleet (overleden 1993)
- 8 - Soeharto, Indonesisch generaal en politicus (o.a. president 1967-1998) (overleden 2008)
- 8 - Ivan Southall, Australisch jeugdboekenschrijver (overleden 2008)
- 10 - Philip Mountbatten, prins-gemaal in het Verenigd Koninkrijk (overleden 2021)
- 10 - Jean Robic, Frans wielrenner; winnaar van de Tour de France in 1947 (overleden 1980)
- 10 - Teddy Schaank, Nederlands actrice (overleden 1988)
- 12 - Dennis Taylor, Brits autocoureur (overleden 1962)
- 12 - Johan Witteveen, Nederlands econoom en politicus (overleden 2019)
- 15 - Erroll Garner, Amerikaans jazzmusicus (overleden 1977)
- 17 - Tony Scott, Amerikaans jazzklarinettist (overleden 2007)
- 19 - Hermanus Berserik, Nederlands schilder en graficus (overleden 2002)
- 21 - Jac van Rhijn, Nederlands beeldhouwer (overleden 2009)
- 21 - Jane Russell, Amerikaans actrice (overleden 2011)
- 22 - Willy Hijmans, Nederlands hoogleraar geneeskunde (overleden 2018)
- 22 - Nico van Kampen, Nederlands theoretisch fysicus (overleden 2013)
- 22 - Joseph Hanson Kwabena Nketia, Ghanees etnomusicoloog en componist (overleden 2019)
- 25 - Freddy Sijthoff, Nederlands uitgever en krantenmagnaat (overleden 2009)
- 27 - Maarten van den Bent, Nederlands verzetsstrijder (overleden 2008)
- 28 - Narasimha Rao, Indiaas politicus; premier 1991-1996 (overleden 2004)
- 29 - Harry Schell, Amerikaans autocoureur (overleden 1960)
- 29 - Tineke Schilthuis, Nederlands politica en bestuurder (overleden 2013)
- 29 - Gabe Scholten, Nederlands atleet (overleden 1997)

## juli
- 5 - Vito Ortelli, Italiaans wielrenner (overleden 2017)
- 6 - Nancy Reagan, Amerikaans first lady, echtgenote van Ronald Reagan (overleden 2016)
- 8 - Jan Brusse, Nederlands journalist (overleden 1996)
- 8 - Sanny Day, Nederlands jazzzangeres (overleden 2008)
- 9 - Ruby Lake-Richards, Antiguaans arts en universitair docent (overleden 2023)
- 10 - Jake LaMotta, Amerikaans bokskampioen (overleden 2017)
- 11 - Ilse Werner, Duits actrice (overleden 2005)
- 12 - Bram Bogart, Nederlands/Belgisch kunstschilder (overleden 2012)
- 12 - Hans Koning, Nederlands-Amerikaans journalist, publicist en schrijver (overleden 2007)
- 14 - Sixto Durán-Ballén, president van Ecuador 1992-1996 (overleden 2016)
- 14 - Geoffrey Wilkinson, Brits scheikundige en Nobelprijswinnaar (overleden 1996)
- 15 - Robert Bruce Merrifield, Amerikaans biochemicus en Nobelprijswinnaar (overleden 2006)
- 15 - Roger Raveel, Belgisch schilder (overleden 2013)
- 15 - Dirk Sterenberg, Nederlands architect en beeldhouwer (overleden 1996)
- 18 - Aaron Temkin Beck, Amerikaans psycholoog-psychotherapeut (overleden 2021)
- 18 - John Glenn, Amerikaans astronaut en politicus (overleden 2016)
- 20 - Francis Blanche, Frans komiek, acteur en toneelschrijver (overleden 1974)
- 20 - Ted Schroeder, Amerikaans tennisser (overleden 2006)
- 21 - Gerrit Imbos, Nederlands verzetsstrijder (overleden 1943)
- 21 - Karel Wendel Kruijswijk, Nederlands dammer, damhistoricus en damproblemist (overleden 2019)
- 21 - Joop Middelink, Nederlands wielrenner en wielercoach (overleden 1986)
- 24 - Giuseppe di Stefano, Italiaans operatenor (overleden 2008)
- 25 - Harry Radhakishun, Surinaams politicus (overleden 1983)
- 25 - Paul Watzlawick, Oostenrijks-Amerikaans psycholoog, filoloog en communicatiewetenschapper (overleden 2007)
- 26 - Olavi Laaksonen, Fins voetballer en voetbalcoach (overleden 2004)
- 30 - George Lampe, Nederlands schilder en graficus (overleden 1982)
- 30 - Joan Triadú i Font, Catalaans schrijver, literatuurcriticus en pedagoog (overleden 2010)
- 31 - Tore Sjöstrand, Zweeds atleet (overleden 2011)

## augustus
- 3 - Richard Adler, Amerikaans componist, tekstschrijver en producer (overleden 2012)
- 7 - Frank Morse, Amerikaans politicus en diplomaat (overleden 1994)
- 7 - Manitas de Plata, Frans flamenco-gitarist (overleden 2014)
- 7 - Maurice Tillieux, Belgisch striptekenaar (overleden 1978)
- 8 - Esther Williams, Amerikaans zwemkampioene en actrice (overleden 2013)
- 10 - Corry Borst, Nederlands edelsmid (overleden 2018)
- 10 - Agnes Giebel, Duits sopraan en oratoriumzangeres (overleden 2017)
- 11 - Ellen Burka, Nederlands-Canadees kunstschaatsster en coach (overleden 2016)
- 11 - Alex Haley, Amerikaans schrijver en journalist (overleden 1992)
- 11 - Carl Möhner, Oostenrijks acteur en kunstschilder (overleden 2005)
- 12 - Jean Goffart, Belgisch senator (overleden 1993)
- 13 - Henk Talsma, Nederlands jurist en politicus (overleden 2005)
- 15 - Elly Dammers, Nederlands atlete (overleden 2009)
- 15 - Annemiek Padt-Jansen, Nederlands harpiste en politica (overleden 2007)
- 16 - Valentin Nikolajev, Sovjet-voetballer en trainer (overleden 2009)
- 19 - Gene Roddenberry, Amerikaans sciencefictionschrijver, scenarioschrijver en televisieproducent (overleden 1991)
- 20 - Iet van Feggelen, Nederlands zwemster (overleden 2012)
- 20 - Emilio Gancayco, Filipijns rechter (overleden 2009)
- 22 - Gabriel Ogando, Argentijns voetballer (overleden 2006)
- 24 - Sam Tingle, Brits coureur (overleden 2008)
- 25 - Marie Gebhard Arnold, Zwitsers onderwijzeres, schrijfster en dichteres (overleden 2013)
- 25 - Monty Hall, Canadees tv-producent, acteur en zanger (overleden 2017)
- 27 - Leo Penn, Amerikaans acteur en televisieregisseur (overleden 1998)
- 28 - Joop Doderer, Nederlands acteur (overleden 2005)
- 28 - Fernando Fernán Gómez, Spaans regisseur, acteur en screenwriter (overleden 2007)
- 28 - Lidia Gueiler Tejada, Boliviaans president (overleden 2011)
- 29 - Iris Apfel, Amerikaans zakenvrouw en mode-icoon (overleden 2024)
- 29 - Els Veder-Smit, Nederlands politica (overleden 2020)
- 30 - Angelo Dundee, Amerikaans bokser en bokstrainer (overleden 2012)
- 30 - Rie van Soest-Jansbeken, Nederlands politica en burgemeester (overleden 1989)
- 31 - Jan Bockma, Engelandvaarder, verzetsman, geheim agent en vulcaniseur (overleden 1944)
- 31 - Rut Matthijsen, Nederlands verzetsstrijder (overleden 2019)

## september
- 1 - Willem Frederik Hermans, Nederlands schrijver (overleden 1995)
- 1 - Sedfrey Ordoñez, Filipijns minister en ambassadeur (overleden 2007)
- 1 - Gerhard Wendland, Duits schlagerzanger (overleden 1996)
- 2 - Karel Colnot, Nederlands beeldend kunstenaar (overleden 1996)
- 3 - Cab Kaye - Jazzmusicus, bandleider, entertainer, drummer, gitarist, pianist, songwriter en zanger (overleden 2000)
- 5 - Farida, Egyptisch koningin 1938-1948 (overleden 1988)
- 5 - Jack Valenti, Amerikaans politicus en lobbyist (overleden 2007)
- 6 - Andrée Geulen-Herscovici, Belgisch verzetsstrijdster tijdens WO II (overleden 2022)
- 6 - Frans Veldman, Nederlands fysiotherapeut, grondlegger van de haptonomie (overleden 2010)
- 8 - Dinko Šakić, Kroatisch oorlogsmisdadiger (overleden 2008)
- 8 - Harry Secombe, Brits (Welsh) komiek, zanger, acteur en tv-presentator (overleden 2001)
- 11 - Bergman (= Aart Kok), Nederlands dichter (overleden 2009)
- 12 - Stanisław Lem, Pools schrijver (overleden 2006)
- 14 - Paulo Evaristo Arns O.F.M., Braziliaans kardinaal (overleden 2016)
- 15 - Arnold van de Kamp, Nederlands verzetsstrijder (overleden 1945)
- 15 - William Yates, Brits politicus (overleden 2010)
- 17 - Virgilio Barco, Colombiaans diplomaat en president (overleden 1997)
- 17 - Bob Verstraete, Nederlands acteur, regisseur en scenarioschrijver (overleden 1993)
- 20 - Wim de Greef, Nederlands worstelaar (overleden 2010)
- 21 - Piet Ekel, Nederlands acteur (overleden 2012)
- 22 - César Fernández Ardavín, Spaans regisseur en scenarioschrijver (overleden 2012)
- 22 - Ian Raby, Brits autocoureur (overleden 1967)
- 24 - Ton Kuyl, Nederlands acteur (overleden 2010)
- 25 - Jacques Martin, Frans striptekenaar (overleden 2010)
- 25 - Ted Meines, Nederlands verzetsman, luitenant-generaal en oprichter Stichting Veteranen Platform (overleden 2016)
- 25 - Robert Muldoon  Nieuw-Zeelands politicus en premier (overleden 1992)
- 25 - Remy C. van de Kerckhove, Vlaams dichter (overleden 1958)
- 25 - Michel Vanduffel, Belgisch R.K. pater en missionaris (overleden 1962)
- 27 - Heinrich Boere, Nederlands oorlogsmisdadiger en nazi-collaborateur (overleden 2013)
- 27 - Carlitos, Braziliaans voetballer (overleden 2002)
- 28 - Piet Peters, Nederlands wielrenner (overleden 1993)
- 28 - Wim Peters, Nederlands burgemeester (overleden 2019)
- 29 - James Richard Pennington (Dick) van Hoey Smith, Nederlands dendroloog (overleden 2010)
- 30 - Deborah Kerr, Brits actrice (overleden 2007)
- 30 - Jentsje Popma, Nederlands schilder en beeldhouwer (overleden 2022)

## oktober
- 2 - Scott Crossfield, Amerikaans testpiloot en astronaut (overleden 2006)
- 2 - Mike Nazaruk, Amerikaans autocoureur (overleden 1955)
- 2 - Robert Runcie, Brits aartsbisschop van Canterbury (overleden 2000)
- 2 - Giorgio Scarlatti, Italiaans autocoureur (overleden 1990)
- 3 - Gisela Söhnlein, Nederlands verzetsstrijdster (overleden 2021)
- 4 - Bé Niegeman-Brand, Nederlands interieurarchitecte en meubelmaakster
- 7 - Raymond Goethals, Belgisch voetbalcoach (overleden 2004)
- 8 - Johan Wilman, Nederlands werktuigkundig ingenieur en klokkenluider (overleden 2009)
- 12 - Jaroslav Drobný, Tsjechisch-Egyptisch-Brits ijshockeyer en tennisser (overleden 2001)
- 13 - Yves Montand, Frans acteur en zanger (overleden 1992)
- 15 - Al Pease, Canadees autocoureur (overleden 2014)
- 15 - Angelica Rozeanu, Roemeens-Israëlisch tafeltennisspeelster (overleden 2006)
- 17 - Olton van Genderen, Surinaams politicus (overleden 1990)
- 17 - Tom Poston, Amerikaans acteur, komiek en presentator (overleden 2007)
- 18 - Jesse Helms, Amerikaans senator (overleden 2008)
- 19 - Gunnar Nordahl, Zweeds voetballer (overleden 1995)
- 20 - Hans Warren, Nederlands schrijver, dichter en recensent (overleden 2001)
- 21 - Malcolm Arnold, Engels componist en trompettist (overleden 2006)
- 22 - Georges Brassens, Frans chansonnier (overleden 1981)
- 22 - Arie Klapwijk, Nederlands revalidatiearts, initiatiefnemer van Het Dorp (overleden 2008)
- 23 - Betty Bennett, Amerikaans jazzzangeres (overleden 2020)
- 23 - Tom Manders, Nederlands tekenaar en cabaretier (overleden 1972)
- 24 - Ted Ditchburn, Engels voetballer (overleden 2005)
- 25 - Michaël I, koning van Roemenië 1927-1930 en 1940-1947 (overleden 2017)
- 26 - Roel D'Haese, Belgisch beeldhouwer en grafisch kunstenaar (overleden 1996)
- 28 - Willem Verbon, Nederlands beeldhouwer (overleden 2003)
- 29 - René Vingerhoedt, Belgisch biljartlegende (overleden 2005)
- 30 - Bram Appel, Nederlands voetballer (overleden 1997)

## november
- 2 - William Donald Schaefer, Amerikaans politicus (overleden 2011)
- 3 - Charles Bronson, Amerikaans filmacteur (overleden 2003)
- 4 - Etienne Caron, Nederlands kunstschilder (overleden 1986)
- 5 - Fawzia van Egypte, koningin van Perzië (overleden 2013)
- 5 - Margot Friedländer, Duits Holocaustoverlevende (overleden 2025)
- 6 - Red Hamilton, Amerikaans autocoureur (overleden 1986)
- 7 - Sienie Strikwerda, Nederlands vredesactiviste (overleden 2013)
- 11 - Ron Greenwood, Engels voetbaltrainer (overleden 2006)
- 12 - Piet van de Walle, Nederlands politicus (KVP; CDA) (overleden 2002)
- 13 - Gied Joosten, Nederlands sportbestuurder (overleden 1993)
- 15 - Thorleif Olsen, Noors voetballer (overleden 1996)
- 17 - Albert Bertelsen, Deens kunstschilder (overleden 2019)
- 17 - Fré Meis, Nederlands politicus (overleden 1992)
- 18 - Cor van Velsen, Nederlands grafisch ontwerper (overleden 2010)
- 19 - Michel Bonnevie, Frans basketballer (overleden 2018)
- 20 - Levon Boyadjian, Turks-Egyptisch fotograaf (overleden 2002)
- 20 - Dan Frazer, Amerikaans acteur (overleden 2011)
- 23 - Hein Roethof, Nederlands ambtenaar, humanist, journalist en politicus (overleden 1996)
- 24 - Herbert York, Amerikaans kernfysicus (overleden 2009)
- 26 - Françoise Gilot, Frans kunstschilderes (overleden 2023)
- 27 - Alexander Dubček, politiek leider van Tsjecho-Slowakije (overleden 1992)
- 29 - Christine de Rivoyre, Frans (scenario)schrijfster en journaliste (overleden 2019)
- 30 - Bram Appel, Nederlands voetballer en voetbaltrainer (overleden 1997)
- 30 - Herman Münninghoff, Nederlands rooms-katholiek bisschop (overleden 2018)

## december
- 2 - Carlo Furno, Italiaans kardinaal (overleden 2015)
- 3 - Hans G. Kresse, Nederlands striptekenaar (overleden 1992)
- 3 - Tesourinha, Braziliaans voetballer (overleden 1979)
- 5 - Peter Hansen, Amerikaans acteur (overleden 2017)
- 7 - José Reynaert, Belgisch voetballer (overleden 2024)
- 11 - Liz Smith, Brits actrice (overleden 2016)
- 12 - Roger Vekemans, Belgisch jezuïet (overleden 2007)
- 13 - Antoninho, Braziliaans voetballer en trainer (overleden 1973)
- 13 - Janko Messner, Sloveens schrijver en dichter (overleden 2011)
- 19 - Marcel De boeck, Belgisch componist, muziekpedagoog en klarinettist (overleden 2019)
- 19 - Aase Rasmussen, Deens-Nederlands revue-artieste en radiopresentatrice (overleden 2012)
- 19 - Adolf Wiklund, Zweeds biatleet (overleden 1970)
- 20 - George Roy Hill, Amerikaans regisseur (overleden 2002)
- 20 - Jaap Kamphuis, Nederlands predikant en theoloog (overleden 2011)
- 20 - Thomas Jerome Welsh, Amerikaans bisschop (overleden 2009)
- 21 - Karl-Günther Bechem, Duits autocoureur (overleden 2011)
- 21 - Peter Croker, Engels voetballer (overleden 2011)
- 21 - Maila Nurmi (Vampira), Amerikaans televisie- en filmster (overleden 2008)
- 28 - Eddy Doorenbos, Nederlands zanger, bassist, gitarist, pianist, componist en tekstdichter (overleden 2013)
- 28 - Philippe de Gaulle, Frans admiraal en politicus (overleden 2024)
- 28 - Johnny Otis, Amerikaans zanger (overleden 2012)
- 29 - Franz Gabl, Oostenrijks alpineskiër (overleden 2014)
- 29 - Netty Rosenfeld, Nederlands programmamaakster (overleden 2001)
- 30 - Rashid Karami, Libanees politicus (overleden 1987)
- 31 - Lynn "Buck" Compton, Amerikaans soldaat en jurist (overleden 2012)
- 31 - Maurice Yaméogo, Burkinees president (overleden 1993)

## exacte datum onbekend
- Jacques Ledoux, Belgisch filmhistoricus, -conservator en -archivaris (overleden 1988)